# 巴尼奥斯德瓦尔德亚拉多斯
巴尼奥斯德瓦尔德亚拉多斯，是西班牙卡斯蒂利亚-莱昂布尔戈斯省的一个市镇。总面积37平方公里，总人口442人（2001年），人口密度12人/平方公里。